# São Francisco Xavier
São Francisco Xavier és un petit barri de classe mitjana de la Zona Nord del municipi de Rio de Janeiro.
Es localitza entre els barris de Rocha, Benfica, Mangueira, Maracanã i Vila Isabel. És separat d'aquest últim per la Serra del Engenho Novo, sent l'últim barri de la regió del Gran Méier.
El seu IDH, el 2000, era de 0,800, el 94è millor del municipi de Rio (analitzat junt amb la favela de la Mangueira).

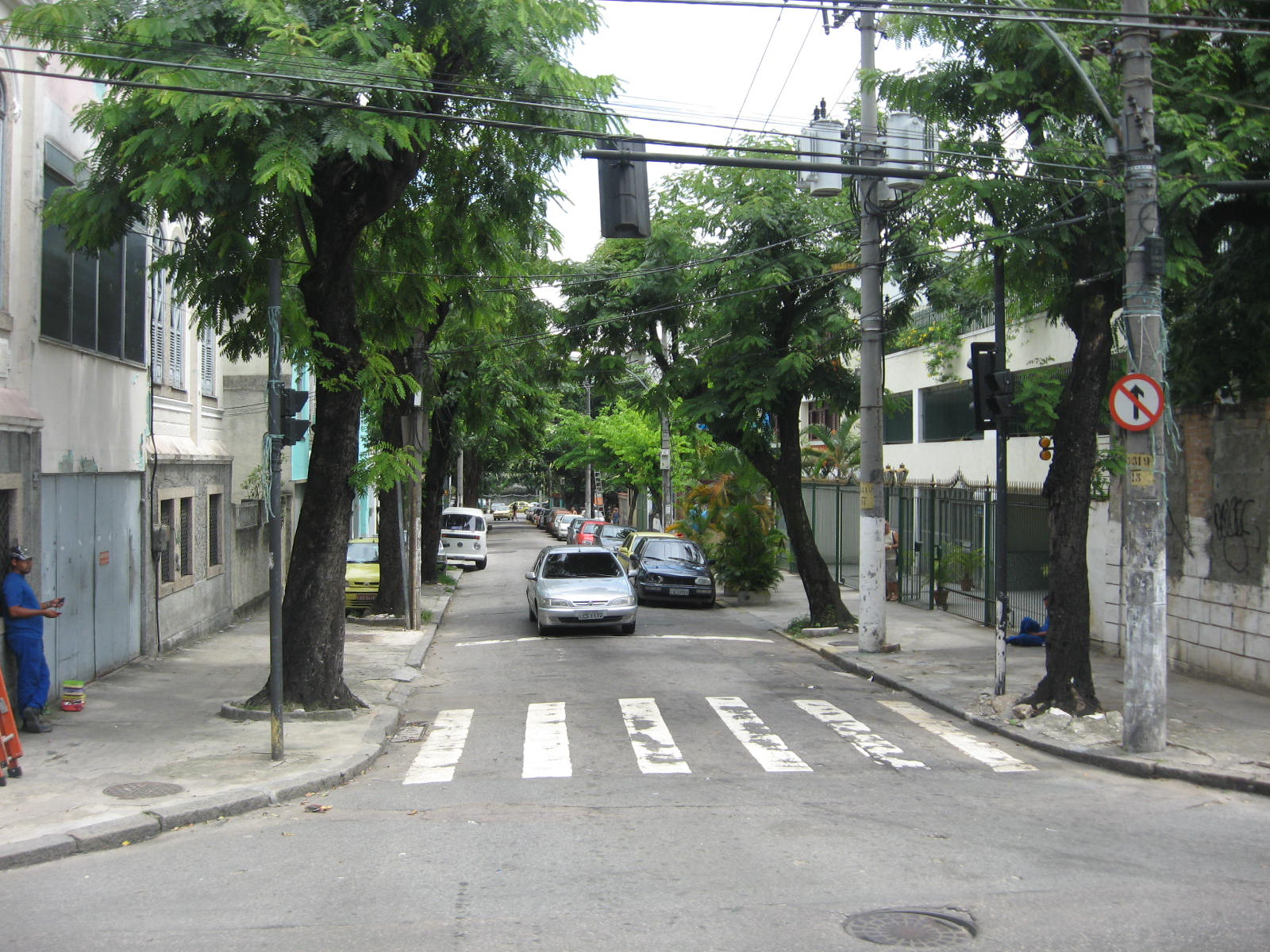
Barri de São Francisco Xavier. Foto de André Luiz Pereira Nunes

El barri és estrictament residencial, constituït de cases i alguns condominis de classe mitjana i mitjana/baixa.
És dividit en dos per l'estació de tren São Francisco Xavier, inaugurada el 16 de maig de 1861 i actualment operada per Supervia. Hi circulen els trens dels ramals de Deodoro (barri de Rio), Santa Cruz (barri de Rio) i Nova Iguaçú que van fins al centre de la ciutat.

## Història
El barri va ser fundat en les terres que pertanyien a l'Engenho Novo dels Jesuítes (construït a partir de 1707) i aquí van tenir lloc alguns fets històrics rellevants.
Un manifest publicat, sense signatures, en el Diari do Commercio de 6 de març de 1847 va ser l'inici de l'edificació de l'hipòdrom a Rio. D'aquí es va originar la creació del “Club de Carreres”, una societat anònima que va adquirir un terreny en el barri on hi va instal·lar el “Prado Fluminense”, el primer hipòdrom de Rio. Encara amb la presència de l'Emperador Pere II del Brasil en la inauguració, l'empresa va sobreviure una mica més de tres anys i un dels seus ideòlegs, Hans Wilhelm von Suckow, militar i empresari alemany conegut com el Major Suckow, va reemborsar els altres accionistes, convertint-se en l'amo del seu patrimoni immobiliari. El 1912, un equip francès de la “Queen Aeroplane Company” faria la nostra primera setmana de l'aviació, usant el “Prado Fluminense” com a punt d'enlairament de les seves peripècies aèries per la Ciutat. Anys després, en el lloc del “Prado Fluminense”, va ser instal·lada una unitat de l'Exèrcit i un garatge d'autobusos, entre els carrers Bérgamo, Major Suckow, Dr. Garnier i Conseller Mayrink.
El viaducte Ana Neri, que connecta São Francisco Xavier amb la línia fèrria va ser inaugurat amb la presència del president de la república Juscelino Kubitschek el 1956, tornant a unir el barri després del tancament del pas a nivell en la línia fèrria, electrificada el 1945.

## Dades
El barri de São Francisco Xavier forma part de la regió administrativa de Méier. Els barris integrants de la regió administrativa són: Abolição, Água Santa, Cachambi, Encantado, Engenho de Dentro, Engenho Novo, Jacaré, Lins de Vasconcelos, Méier, Piedade, Pilares, Riachuelo, Rocha, Sampaio, São Francisco Xavier i Todos os Santos.